# Tony Reno
Tony Reno, egentligen Tony Peter Niemistö, född 10 februari 1963 i Eds församling i Stockholms län, var den förste trumslagaren i Europe (1979–1984)  Han spelade på två Europe-album, Europe (1983) och Wings of Tomorrow (1984), innan han fick avskedades 1984. Enligt övriga bandmedlemmar berodde detta på att den tidigare entusiasmen betydligt avtog.[källa behövs] Senare har han spelat i band som Geisha och =Y=.
Tony Reno började spela med Europegitarristen John Norum år 1976. De bildade bandet Dragonfly, uppkallat efter Dragonvägen i Upplands Väsby. Senare bildade de bandet WC som spelade coverversioner av Thin Lizzy, UFO och Status Quo. När Joey Tempest kontaktades skapades bandet Force som sedermera bytte namn till Europe, vars logotyp Tony Renos bror skapade. Det var när Europe skulle delta i Rock-SM som Tony tog artistnamnet Reno. Tony Reno ersattes som trumslagare i Europe av Ian Haugland våren 1984.
Tony Reno ersatte trumslagaren Mikkey Dee i bandet Geisha 1986. Han ändrade först artistnamnet till Tony Lace, men använde sedan sitt födelsenamn. Det är under sitt födelsenamn Tony Niemistö han är angiven på Geishas debutalbum Phantasmagoria från 1987. Ett andra album skulle släppas 1988 men av det blev det inget. Istället grundade Tony Reno bandet Yenz tillsammans med Geishas sångare Yenz Leonhardt. Bandet bytte namn till =Y= och släppte en EP med samma titel 1991 och året efter albumet Rawchild. Efter en kortare turné splittrades bandet samma år.